# Pohlia saprophila
Pohlia saprophila är en bladmossart som beskrevs av Brotherus 1903. Pohlia saprophila ingår i släktet nickmossor, och familjen Bryaceae. Inga underarter finns listade i Catalogue of Life.